# Теора
Теора (італ. Teora) — муніципалітет в Італії, у регіоні Кампанія,  провінція Авелліно.
Теора розташована на відстані близько 260 км на південний схід від Рима, 85 км на схід від Неаполя, 40 км на схід від Авелліно.
Населення — 1515 осіб (2014).
Щорічний фестиваль відбувається 6 грудня. Покровитель — святий Миколай.

## Демографія
Населення за роками:

Станом на 1 січня 2023 року в муніципалітеті офіційно проживало 97 іноземців з 16 країн, серед них 37 громадян країн Євросоюзу та 6 громадян України.

## Сусідні муніципалітети
- Капозеле
- Конца-делла-Кампанія
- Ліоні
- Морра-Де-Санктіс